# 2008年美國電影學會獎
2008年美國電影學會獎（英語：American Film Institute Awards 2008）為表彰2008年年度最佳前10大電影與電視劇。

## 10大電影/年度佳片
- 《奇幻逆緣》
- 《黑暗騎士》
- 《福斯特對話尼克松》
- 《冰原之心》
- 《驅·逐》
- 《鋼鐵人》
- 《米爾克》
- 《瓦力》
- 《溫蒂與露西（英语：Wendy and Lucy）》
- 《拼命戰羊》

## 10大影集/年度佳劇
- 《絕命毒師》
- 《就診》
- 《約翰·亞當斯傳（英语：John Adams (miniseries)）》
- 《重返重案組（英语：Life (NBC TV series)）》
- 《LOST檔案》
- 《廣告狂人》
- 《辦公室》
- 《鹿死誰手（英语：Recount (film)）》
- 《盾牌》
- 《火線重案組》

## 外部連結
- 官方网站（英文）